# Halle (Gütersloh)
Pour les articles homonymes, voir Halle.
Halle est une ville de Rhénanie-du-Nord-Westphalie (Allemagne), située dans l'arrondissement de Gütersloh, dans le district de Detmold, dans le Landschaftsverband de Westphalie-Lippe.
Elle est célèbre pour son tournoi de tennis sur gazon qui s'y déroule chaque année en juin.
On y trouve également une importante fabrique de chocolats industriels. La firme s'appelle Storck et ses produits les plus célèbres portent le nom de « Toffifee » et « Merci ».
Halle est jumelée avec Ronchin dans le Nord de la France.

## Histoire
| Appartenances historiques Comté de Ravensberg 1214-1807 Royaume de Westphalie 1807-1813 Royaume de Prusse (Province de Westphalie) 1815-1918 République de Weimar 1918-1933 Reich allemand 1933-1945 Allemagne occupée 1945-1949 Allemagne 1949-présent |